# سيليستينو فاليجو
سيليستينو فاليجو (بالإسبانية: Celestino Vallejo de Miguel)‏ هو لاعب كرة قدم ومدرب كرة قدم إسباني، ولد في 8 ديسمبر 1960 في فالديمالوكي في إسبانيا. لعب مع نادي غوادالاخارا.